# چارلز کلارک
چارلز کلارک (انگلیسی: Charles Clark; ۲۴ مهٔ ۱۸۱۱ – ۱۸ دسامبر ۱۸۷۷) وکیل، و سیاست‌مدار اهل ایالات متحده آمریکا بود.